# Loris Gizzi
Loris Gizzi (Roma, 16 agosto 1899 – Roma, 6 ottobre 1986) è stato un attore italiano.

## Biografia
Figlio di Venceslao Gizzi e Matilde Palcani, dopo gli studi universitari frequenta una scuola di ballo e di canto - possedeva una voce limpida e baritonale - scegliendo poi, per motivi economici, di fare l'impiegato delle ferrovie dello Stato raggiungendo il grado di sotto-capostazione. Proprio in quel periodo scopre la sua vocazione da attore e frequenta alcune filodrammatiche dove trova modo di distinguersi con una recitazione brillante e impegnata.
Nel 1923, in occasione di uno spettacolo all'aperto sul colle Palatino di Roma in onore di ospiti reali, viene scelto per interpretare la parte di Remo in un testo intitolato Rumon; dopo quell'incoraggiante esperienza, entra come attor giovane nella compagnia di Giuseppe Sterni recitando in seguito a fianco di attori come Annibale Betrone, Uberto Palmarini, Luigi Carini, Emma Gramatica, Ruggero Ruggeri ed entrando inoltre nella compagnia Besozzi-Ferrati.
Recita anche con Peppino De Filippo riuscendo, nel 1949, ad ottenere il nome in ditta nella Gizzi-Barbara-Annicelli; quindi, nei primi anni Cinquanta fa parte della Compagnia del Teatro dei Satiri di Roma con Cesarina Gheraldi, partecipando a più riprese a spettacoli dell'Istituto del Dramma Sacro.
Nel 1938 aveva inoltre preso parte ad uno spettacolo d'eccezione come Francesca da Rimini di Gabriele D'Annunzio, messo in scena al Teatro Argentina di Roma da Renato Simoni con Andreina Pagnani protagonista ed un cast d'eccezione che comprendeva Filippo Scelzo, Sandro Ruffini e un esordiente Aroldo Tieri.
Non alto di statura, corpulento e non certo avvenente, lavora moltissimo nel cinema come caratterista. Sullo schermo debutta nel 1933 facendosi notare subito per la sua aria paciosa e simpatica. Il film del suo debutto è T'amerò sempre con Elsa De Giorgi, Nino Besozzi e Mino Doro e diretto da Mario Camerini, il quale, cosa assai rara e curiosa, lo vorrà ancora presente nel medesimo ruolo, Meregalli, nel remake omonimo di dieci anni dopo, con Alida Valli, Gino Cervi ed Antonio Centa. Gizzi inoltre, particolare altrettanto curioso, rifà tre volte sullo schermo il personaggio di Gioachino Rossini, cui è aderentissimo per la stazza fisica oltreché per la bonomia e simpatia.
Attivissimo anche in televisione, prende parte a numerosi sceneggiati televisivi fra i quali Il mulino del Po, del 1963, David Copperfield di Anton Giulio Majano, del 1966, nel quale interpreta l'inflessibile padre di Laura Efrikian, I Buddenbrook, del 1971, nel quale impersonava il personaggio del senatore Möllendorpf.
In possesso di una voce calda, pastosa e inconfondibile, fa parte anche di ottime compagnie di doppiaggio prestando le sue tonalità vocali ad attori famosi fra i quali Lionel Barrymore, Alan Hale nel film I pascoli dell'odio, Ward Bond, Leo G. Carroll, Herbert Marshall nonché Donald Crisp, che nella maturità interpretò più volte l'anziano padre proprio come Gizzi e che lo ricordava anche fisicamente, nel celeberrimo Il dottor Jekyll e Mr. Hyde di Victor Fleming.
Era vedovo di Pierina Giuliani.
Morì il 6 ottobre 1986 all'età di 87 anni.

## Filmografia parziale

### Cinema

Loris Gizzi tra Elsa De Giorgi e Nino Besozzi in T'amerò sempre (1933)

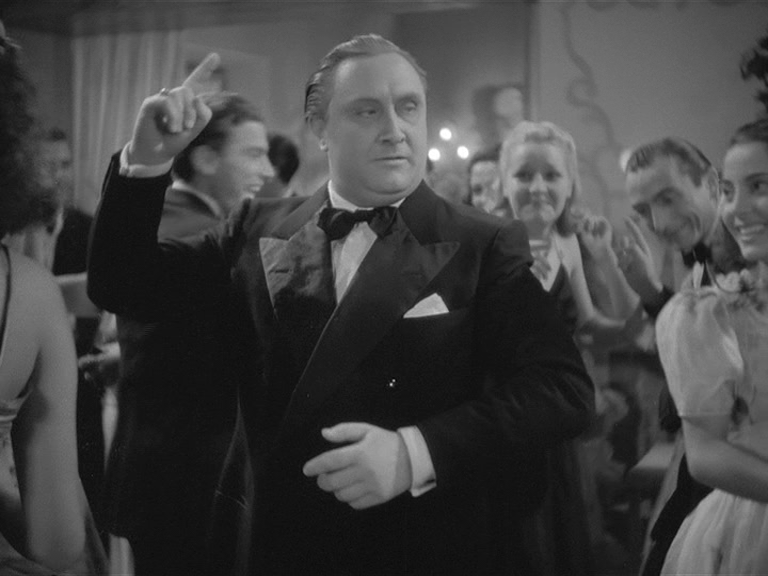
Loris Gizzi nel film Violette nei capelli (1941)

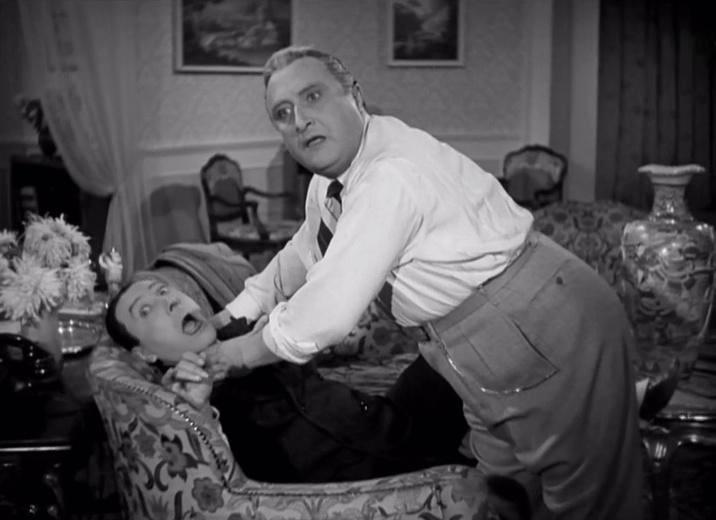
Loris Gizzi con Macario ne L'innocente Casimiro (1945)

- T'amerò sempre, regia di Mario Camerini (1933)
- Camicia nera, regia di Giovacchino Forzano (1933)
- Darò un milione, regia di Mario Camerini (1935)
- Casta Diva, regia di Carmine Gallone (1935)
- Milizia territoriale, regia di Mario Bonnard (1935)
- Ginevra degli Almieri, regia di Guido Brignone (1935)
- I due sergenti di Enrico Guazzoni (1936)
- Il diario di una donna amata (Maria Baschkirtseff), regia di Hermann Kosterlitz (1936)
- Lo smemorato, regia di Gennaro Righelli (1936)
- Lo squadrone bianco, regia di Augusto Genina (1936)
- Condottieri, regia di Luis Trenker (1937)
- Per uomini soli, regia di Guido Brignone (1938)
- Il segreto inviolabile, regia di Julio Flechner de Gomar (1939)
- Eravamo sette vedove, regia di Mario Mattoli (1939)
- Assenza ingiustificata, regia di Max Neufeld (1939)
- Se quell'idiota ci pensasse..., regia di Nino Giannini (1939)
- Torna caro ideal, regia di Guido Brignone (1939)
- Il ladro sono io!, regia di Flavio Calzavara (1940)
- L'ultimo combattimento, regia di Piero Ballerini (1941)
- Voglio vivere così, regia di Mario Mattoli (1941)
- I promessi sposi, regia di Mario Camerini (1941)
- Violette nei capelli, regia di Carlo Ludovico Bragaglia (1941)
- La sonnambula, regia di Piero Ballerini (1941)
- Fari nella nebbia di Gianni Franciolini (1942)
- Voglio vivere così, regia di Mario Mattoli (1942)
- Labbra serrate, regia di Mario Mattoli (1942)
- La pantera nera, regia di Domenico Gambino (1942)
- Fra Diavolo, regia di Luigi Zampa (1942)
- I sette peccati, regia di László Kish (1942)
- T'amerò sempre, regia di Mario Camerini (1943)
- Sempre più difficile, regia di Piero Ballerini e Renato Angiolillo (1943)
- Gioco d'azzardo, regia di Parsifal Bassi (1943)
- Maria Malibran, regia di Guido Brignone (1943)
- Lascia cantare il cuore, regia di Roberto Savarese (1943)
- In cerca di felicità, regia di Giacomo Gentilomo (1943)
- Il cappello da prete, regia di Ferdinando Maria Poggioli (1944)
- Sorelle Materassi, regia di Ferdinando Maria Poggioli (1945)
- I dieci comandamenti, regia di Giorgio Walter Chili (1945)
- Torna... a Sorrento, regia di Carlo Ludovico Bragaglia (1945)
- L'innocente Casimiro, regia di Carlo Campogalliani (1945)
- Felicità perduta, regia di Filippo Walter Ratti (1946)
- Il mondo vuole così, regia di Giorgio Bianchi (1946)
- Il vento m'ha cantato una canzone, regia di Camillo Mastrocinque (1947)
- Anni difficili, regia di Luigi Zampa (1948)
- Totò al Giro d'Italia, regia di Mario Mattoli (1948)
- L'isola di Montecristo, regia di Mario Sequi (1948)
- Fifa e arena, regia di Mario Mattoli (1948)
- Santo disonore, regia di Guido Brignone (1949)
- Vivere a sbafo, regia di Giorgio Ferroni (1949)
- I figli di nessuno, regia di Raffaello Matarazzo (1951)
- Destino, regia di Enzo Di Gianni e Domenico Gambino (1951)
- Il padrone del vapore, regia di Mario Mattoli (1951)
- Amo un assassino, regia di Baccio Bandini (1951)
- Napoleone, regia di Carlo Borghesio (1951)
- Accidenti alle tasse!!, regia di Mario Mattoli (1951)
- Anema e core, regia di Mario Mattoli (1951)
- Ha da venì... don Calogero, regia di Vittorio Vassarotti (1951)
- Il tallone d'Achille, regia di Mario Amendola e Ruggero Maccari (1952)
- Il cappotto, regia di Alberto Lattuada (1952)
- La storia del fornaretto di Venezia, regia di Giacinto Solito (1952)
- Anni facili, regia di Luigi Zampa (1953)
- Giuseppe Verdi, regia di Raffaello Matarazzo (1953)
- Carosello napoletano, regia di Ettore Giannini (1953)
- Nerone e Messalina, regia di Primo Zeglio (1953)
- La prigioniera di Amalfi, regia di Giorgio Cristallini (1954)
- Teodora, regia di Riccardo Freda (1954)
- Il cardinale Lambertini, regia di Giorgio Pàstina (1954)
- Ripudiata, regia di Giorgio Walter Chili (1954)
- Siamo uomini o caporali, regia di Camillo Mastrocinque (1955)
- La canzone del cuore, regia di Carlo Campogalliani (1955)
- I due compari, regia di Carlo Borghesio (1955)
- Una pelliccia di visone, regia di Glauco Pellegrini (1956)
- Difendo il mio amore, regia di Giulio Macchi (1956)
- Moglie e buoi..., regia di Leonardo De Mitri (1956)
- Giovanni dalle Bande Nere, regia di Sergio Grieco (1956)
- Serenate per 16 bionde, regia di Marino Girolami (1957)
- Susanna tutta panna, regia di Steno (1957)
- L'amore nasce a Roma, regia di Mario Amendola (1958)
- Adorabili e bugiarde, regia di Nunzio Malasomma (1958)
- Mia nonna poliziotto, regia di Steno (1958)
- Un militare e mezzo, regia di Steno (1959)
- Caterina Sforza, la leonessa di Romagna, regia di Giorgio Walter Chili (1959)
- Agosto, donne mie non vi conosco, regia di Guido Malatesta (1959)
- I pirati della costa, regia di Domenico Paolella (1960)
- Il carro armato dell'8 settembre, regia di Gianni Puccini (1960)
- A noi piace freddo...!, regia di Steno (1960)
- Costantino il Grande, regia di Lionello De Felice (1960)
- Il segreto dello Sparviero Nero, regia di Domenico Paolella (1961)
- Le avventure di Mary Read, regia di Umberto Lenzi (1961)
- Il terrore dei mari, regia di Domenico Paolella (1961)
- Dieci italiani per un tedesco (Via Rasella), regia di Filippo Walter Ratti (1962)
- Golia e il cavaliere mascherato, regia di Piero Pierotti (1963)
- La donna degli altri è sempre più bella, regia di Marino Girolami (1963)
- Panic Button... Operazione fisco! (Panic Button), regia di George Sherman e Giuliano Carnimeo (1964)
- James Tont operazione U.N.O., regia di Bruno Corbucci (1965)
- James Tont operazione D.U.E., regia di Bruno Corbucci (1965)
- Il figlio di Aquila Nera, regia di Guido Malatesta (1967)
- Isabella duchessa dei diavoli, regia di Bruno Corbucci (1969)
- Testa o croce, regia di Piero Pierotti (1969)
- Zorro marchese di Navarra, regia di Franco Montemurro (1969)
- La Califfa, regia di Alberto Bevilacqua (1970)

### Televisione
- Cesare e Cleopatra, regia di Franco Enriquez, trasmessa il 25 maggio 1956
- Marcellino pane e vino, regia di Lino Girau, trasmesso il 25 aprile 1958
- Giosafatte Tallarico di Ghigo De Chiara, regia di Gilberto Tofano, trasmesso il 28 maggio 1961
- Il mulino del Po, regia di Sandro Bolchi 1963
- Vita di Michelangelo di Giorgio Prosperi, regia di Silverio Blasi, trasmesso dal 13 al 20 dicembre 1964
- Il gioco delle vacanze, di Mihail Sebastian, regia Carlo Di Stefano (1965)
- David Copperfield di Charles Dickens, regia di Anton Giulio Majano, trasmesso dal 26 dicembre 1965 al 13 febbraio 1966
- Corruzione al Palazzo di giustizia, regia di Ottavio Spadaro (1966)
- Il conte di Montecristo, regia di Edmo Fenoglio (1966)
- Madame Curie, regia di Guglielmo Morandi (1966)
- Tovaritch, prosa di Jacques Deval, regia di Flaminio Bollini, trasmessa sul Secondo programma il 17 maggio 1967
- Il segreto della bottiglia, da I racconti del faro, regia di Angelo D'Alessandro (1967)
- La guerra di Troia non si farà, dramma di Jean Giraudoux, regia di Andrea Camilleri, trasmessa dal Secondo programma il 3 gennaio 1968.
- I ragazzi di padre Tobia di Mario Casacci e Alberto Ciambricco, regia di Italo Alfaro, trasmesso nel marzo 1968
- Il segreto di Luca, regia di Ottavio Spadaro, trasmesso il 11 maggio 1969
- Nero Wolfe, episodio Salsicce "mezzanotte" (1971)

### Carosello
Partecipò alla rubrica pubblicitaria televisiva Carosello: nel 1957 e 1958, con Virna Lisi ed Enzo Garinei, pubblicizzò il dentifricio Chlorodont, e nel 1967 e 1968, insieme a numerosi altri attori, la Nutella della Ferrero.

## Teatro
- Rumon Sacrae Romae Origines di Ignis; Teatro dello Stadio del Palatino, Roma, 6 maggio 1923
- Scandalo al collegio, di Mario Amendola, regia di Erminio Macario, 1944
- Il cinque di fiori, ovvero chi ha ucciso Mr. Brown?, di Mario Amendola, regia di Erminio Macario, 1944
- Arsenico e vecchi merletti di Joseph Kesselring; Compagnia dell'Estate della Prosa, prima al Teatro Barberini, Roma, 22 luglio 1952
- L'amante della signora Vidal di Louis Verneuil; Compagnia dell'Estate della Prosa, Teatro Barberini, Roma, 5 agosto 1952

## Prosa radiofonica
- Gli alberi muoiono in piedi, commedia di Alessandro Casona, regia di Emma Gramatica, trasmessa il 14 settembre 1953
- Le convenienze teatrali, commedia di Antonio Simon Sografi, regia di Pietro Masserano Taricco, trasmessa il 26 agosto 1956.
- Cesare e Cleopatra, dramma di George Bernard Shaw, regia di Franco Enriquez, trasmesso il 21 gennaio 1958

## Doppiaggio
- Alan Hale in I pascoli dell'odio, Notte e dì
- Don Beddoe in Il cerchio della vendetta
- Ward Bond in Il cavaliere della vendetta
- Leo G. Carroll in Fuga nel tempo
- Frank Conroy in Agguato sul fondo
- David Leonard in Brama di vivere
- Robert Nash in Aspettami stasera
- Giorgio Rossetti in Ecco la felicità!
- Léon Larive in Frou-Frou
- Berto in Sesamo apriti

## Doppiatori italiani
Nelle versioni in italiano dei lavori in cui ha recitato, Loris Gizzi è stato doppiato da:
- Carlo Romano in Torna... a Sorrento, L'innocente Casimiro
- Giorgio Capecchi in Il segreto dello Sparviero Nero, Golia e il cavaliere mascherato
- Manlio Busoni in Il figlio di Aquila Nera, Zorro marchese di Navarra
- Olinto Cristina in Il segreto inviolabile
- Mario Pisu in I figli di nessuno
- Vittorio Sanipoli in La storia del fornaretto di Venezia
- Francesco Sormano in La donna degli altri è sempre più bella
- Michele Malaspina in James Tont operazione U.N.O.
- Antonio Guidi in Testa o croce